# Targówka (województwo wielkopolskie)
Targówka – wieś w Polsce położona w województwie wielkopolskim, w powiecie tureckim, w gminie Malanów.
| SIMC    | Nazwa         | Rodzaj    |
| ------- | ------------- | --------- |
| 0289963 | Paździerowice | część wsi |

W latach 1975–1998 miejscowość położona była w województwie konińskim.